# Johannes von Neumarkt

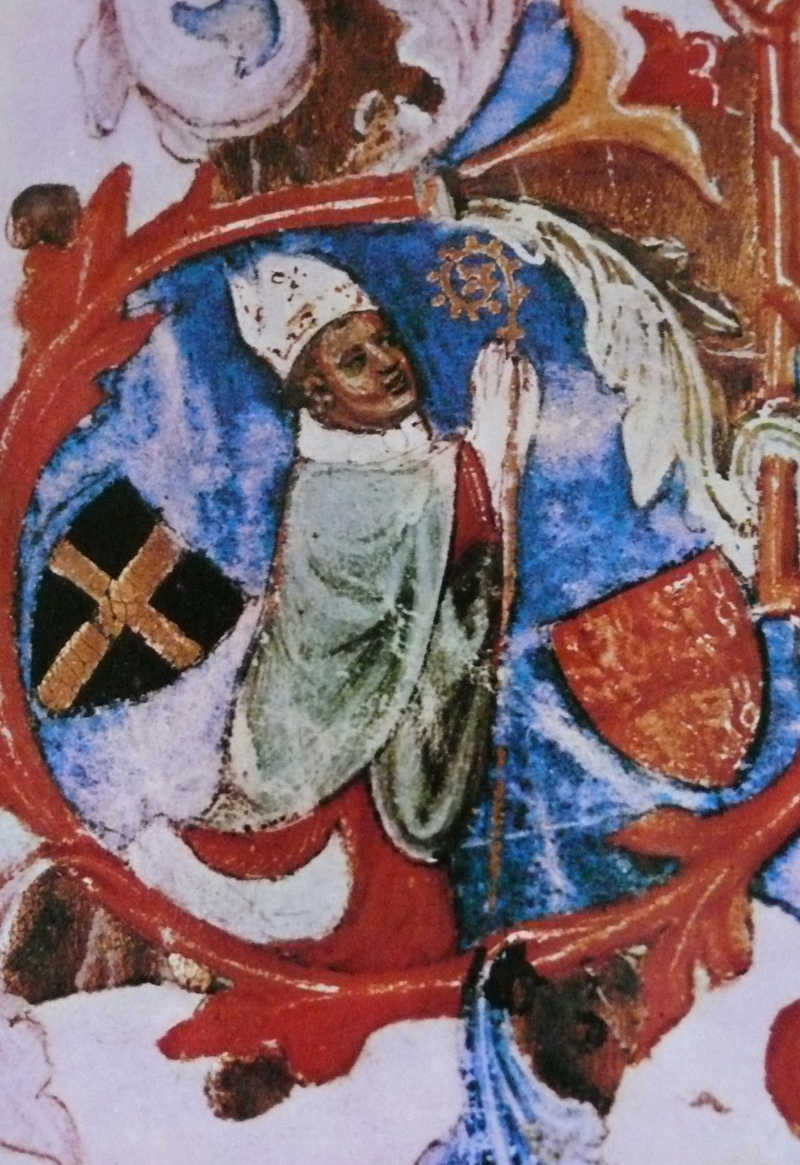
Johannes von Neumarkt

Johannes von Neumarkt, auch Johann von Neumarkt; lateinisch Ioannes de Novoforo, Johannes Noviforensis, tschechisch Jan ze Středy (* um 1310 in Neumarkt, Herzogtum Breslau; † 24. Dezember 1380 in Mödritz, Mähren) war Kanzler Kaiser Karls IV., gewählter Bischof von Naumburg, Bischof von Leitomischl, Bischof von Olmütz und Elekt von Breslau. Er wurde auch durch seine frühhumanistischen Werke bekannt.

## Herkunft und Werdegang
Seine bürgerlichen Eltern hießen Nikolaus und Margarethe. Sein Bruder Mathias war Zisterzienser und Weihbischof in Leitomischl sowie später Weihbischof in Breslau. Eine ältere Schwester war mit Rudolf, Richter in Hohenmauth, verheiratet. Deren Sohn war 1394 Dekan der Karlsuniversität.
Johannes studierte vermutlich in Italien. Seine Förderer waren u. a. Nikolaus von Pannwitz, Kustos des Breslauer Domkapitels, und Wolfram von Pannwitz, Burggraf von Glatz. Für 1340 ist Johannes als Notar des Münsterberger Herzogs Bolko II. nachgewiesen. Vermutlich als Pfründe erhielt er die Pfarrei Neumarkt, die er mit Genehmigung des Breslauer Bischofs Preczlaw von Pogarell auch behalten durfte, nachdem er 1347 in den Dienst der böhmischen königlichen Kanzlei trat. 1350 erhielt er ein Kanonikat in Olmütz und 1351 solche in Breslau und Großglogau.

### Ernannter Bischof von Naumburg
1352 wählte das Naumburger Domkapitel ohne Zustimmung des Papstes Clemens VI. Rudolf von Nebra zum neuen Bischof. Der Papst reagierte mit der Ernennung von Johannes und als dieser zum Bischof von Leitomischl erhoben wurde, führte er den Franziskaner Burchard Graf von Mansfeld als Gegenkandidaten zu Rudolf von Nebra ein. Der Konflikt in Naumburg dauerte bis 1358 an und wurde von dem Kardinal Guy de Boulogne untersucht.

### Bischof von Leitomischl
Am 9. Oktober 1353 wurde Johannes zum Bischof von Leitomischl ernannt. Die Bischofsweihe erfolgte Anfang 1354. Da er sich als Hofkanzler Kaiser Karls IV. überwiegend in Prag aufhielt, wurde er in Leitomischl durch den Offizial Nikolaus von Pilgrams (Pelhřimov) sowie durch seinen Bruder Mathias vertreten, der dort als Weihbischof fungierte. Auf eigene Kosten ließ Johannes in Leitomischl ein Augustinerchorherrenstift errichten.

### Bischof von Olmütz
Mit Unterstützung Karls IV. wurde Johannes von Neumarkt am 28. August 1364 durch Papst Urban V. zum Bischof von Olmütz ernannt, da der bisherige Amtsinhaber Johann Očko von Wlašim zum Erzbischof von Prag aufgestiegen war. Schon ein Jahr später erhielt er den Titel „regalis capellae Bohemiae comes“, mit dem die Ehre und das Recht verbunden waren, in Anwesenheit anderer Bischöfe – mit Ausnahme des Erzbischofs von Prag – den König von Böhmen zu krönen und ihm auch bei anderen Anlässen die Krone aufzusetzen.
Auch in Olmütz hielt sich Johannes nur selten auf und ließ sich durch Generalvikare vertreten. Es waren der Brünner Propst Nikolaus, Friedrich von Wolframskirchen und der Olmützer Propst Jakob von Kaplitz. 1367 bestätigte Johannes die Statuten des Kapitels von Kremsier und 1371 die Gründung des Augustinerklosters in Mährisch Sternberg durch seinen Freund Albrecht von Sternberg. Erst nachdem Johannes beim Kaiser 1373 in Ungnade gefallen war, residierte er in seiner Diözese, wo er seinerseits auf die Einhaltung der Residenzpflicht der Geistlichkeit achtete. 1380 hielt er in Kremsier eine Synode ab, auf der er u. a. die Feier des Festes der Heiligen Cyrill und Method sowie der Heiligen Christina und Cordula anordnete. Wegen vermögensrechtlicher Streitigkeiten kam es nach dem Tod Kaiser Karls zwischen Johannes und den mährischen Markgrafen Jobst und Prokop zu Auseinandersetzungen, in deren Folge 1378 Johannes und sein Kapitel Olmütz verlassen mussten. Der Konflikt konnte erst 1380 durch den Prager Erzbischof Johann von Jenstein beigelegt werden.

### Elekt von Breslau
Wohl wegen der Olmützer Streitigkeiten strebte Johannes 1380 einen Wechsel von Olmütz in seine Heimatdiözese Breslau an. Schon nach dem Tod des Breslauer Bischofs Preczlaw von Pogarell 1376 war Johannes von Neumarkt der Wunschkandidat von Kaiser Karl IV. und Papst Gregor XI. Das Domkapitel wählte jedoch damals den Breslauer Domdechanten Dietrich von Klattau, der 1378 vom Avignoner Papst Clemens VII. in diesem Amt bestätigt worden war. In einer erneuten Wahl 1380 wurde Johannes von Neumarkt zum Bischof von Breslau gewählt, verstarb jedoch, ohne dass ihn die päpstliche Bestätigung erreicht hätte.

### In kaiserlichen Diensten
Johannes von Neumarkt bekleidete das Amt eines Notars beim böhmischen König Johann von Luxemburg und ist seit 1351 als Kanzler der böhmischen Königin Anna nachweisbar. 1352 wurde er zum Protonotar und als Nachfolger von Johann Očko von Wlašim zum Kanzler Kaiser Karls IV. ernannt. In dieser Position war er 1354 im Februar in Metz und im Herbst in Frankreich. 1355 begleitete er Karl IV. zur Kaiserkrönung nach Rom und reiste Weihnachten nach Nürnberg, wo er am Reichstag teilnahm und im 10. Januar 1356 beim Hoftag bei der Verkündigung der Goldenen Bulle anwesend war. Ende 1356 war er erneut in Metz, 1357 in Aachen und in Wien, 1359 in Breslau. 1364 nahm er an den Verhandlungen zwischen Kaiser Karl IV. und den Habsburgern teil.
Johann reformierte nach der Kaiserkrönung Karls 1355 die Kanzlei des Kaisers. Petrarca rühmte dabei Johanns Ordnungstätigkeit für das Register, das noch in Teilen erhalten ist.
Mit der Sammlung von Urkunden- und Briefentwürfen in der „Summa cancellarii“ schuf er ein Musterformelbuch für die Beamten der Kanzlei und organisierte so den Schriftverkehr der Kanzlei.
1373 fiel Johannes beim Kaiser aus nicht mehr bekannten Gründen in Ungnade und verlor das Kanzleramt. Nach seiner Entlassung begab er sich in sein Erzbistum Olmütz. Unter Berufung auf sechsundzwanzig Jahre treuer Dienste versuchte er vergeblich, seine frühere Stellung wieder zu erlangen.

## Humanist und Schriftsteller

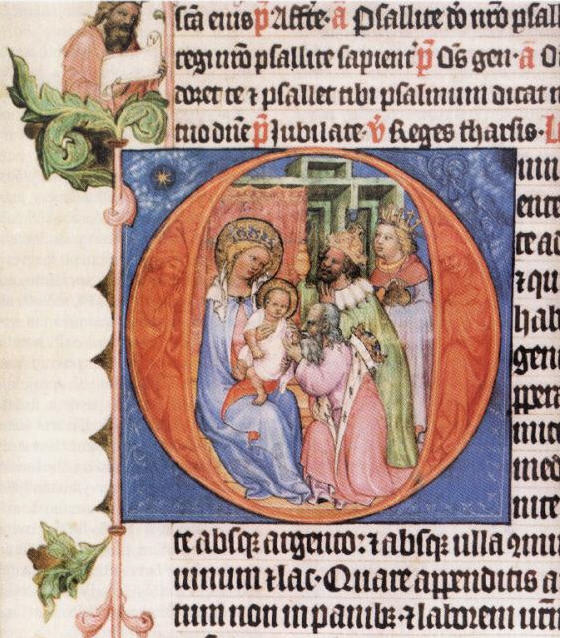
Ausschnitt aus dem „Liber viaticus“ – Anbetung der Drei Könige

Johannes von Neumarkt besaß eine ausgezeichnete Bildung. Er war ein früher Vertreter des böhmischen Humanismus. In seinem Umfeld entstand der erste Humanistenkreis nördlich der Alpen. Seit 1350 kannte er Cola di Rienzo und seit 1354 Francesco Petrarca, mit dem er umfangreich korrespondierte.
Johannes von Neumarkt gilt als einer der Gründer der Karls-Universität in Prag.
Wegen seiner schriftstellerischen Tätigkeit beschäftigte er auf seinen Burgen in Mürau, Kremsier und Mödritz mehrere Schreiber. In der kaiserlichen Kanzlei führte er einen neuen Urkundenstil ein, bei dem Zitate aus lateinischen Klassikern und von Kirchenvätern verwendet wurden. Er verfasste sogenannte Formelbücher in vorbildlicher lateinischer Sprache und Beispielsammlungen für Briefe, Urkunden und andere Dokumente und übersetzte selbst die „Soliloquia“ ins Deutsche. Ende der 1350er Jahre entstand sein Reisebrevier „Liber viaticus“, das als Meisterwerk der böhmischen Buchmalerei bekannt ist. Die Illustrationen gehören zu den besten der damaligen Zeit. Auch deutsche und lateinische Gedichte sowie Gebete haben sich von ihm erhalten. Schon 1356 vermachte er seine Bücher testamentarisch dem Augustinerkloster St. Thomas in Prag.
Johannes unterhielt eine Musikkapelle, die auch weltliche Feiern gestaltete und bemühte sich um gute Bildung an den Schulen. Große Sorgfalt legte er auf die Liturgie, die er 1376 für die gesamte Diözese vereinheitlichte.
Johannes von Neumarkt wurde lange Zeit als identisch mit Johannes von Hohenmauth angesehen. Neuere Forschungen gehen jedoch von zwei unterschiedlichen Personen aus.
Sein Schüler war Johannes von Tepl, auch Johannes von Saaz genannt (ca. 1350-ca. 1414), Verfasser des berühmten „Ackermann aus Böhmen“, der ersten bedeutenden eigenständigen Dichtung des deutschen Frühhumanismus und der ersten neuhochdeutschen Prosadichtung.

### Werke
- Cancellaria Joannis Noviforensis episcopi Olomucensis
- Summa cancellariae Caroli IV.
- Collectarius perpetuarum formarum
- Rubrica ecclesiae Olomucensis iuxta consuetudinem antiquam
- Liber viaticus Domini Ioannis Episcopi Lutomyszlensis
- Buch der Liebkosung
- Das Leben des heiligen Hieronymus